# Moma (bóstwo)
Moma (stworzyciel, bóg) – mityczny założyciel i opiekun rodu ludzkiego oraz władca świata zmarłych i roślin, jak również ojciec wegetacji, zamieszkujący w bulwach i owocach, czczony przez Indian Witoto (Huitoto). Jego kult był związany z wielkim świętem pomnożenia zbiorów manioku – świętem okima.